# Andrena patella
Andrena patella är en biart som beskrevs av Nurse 1903. Andrena patella ingår i släktet sandbin, och familjen grävbin. Inga underarter finns listade i Catalogue of Life.